# Francisco das Chagas Santos
Francisco das Chagas dos Santos (Rio de Janeiro, 17 settembre 1763 – Rio de Janeiro, 12 ottobre 1840) è stato un militare e politico brasiliano.
Fu a capo dell'esercito luso-brasiliano stanziato nelle Misiones Orientales durante il conflitto seguito all'invasione della Provincia Orientale. Dopo l'indipendenza brasiliana fu presidente della provincia di Rio Grande do Sul.

## Biografia
Nato a Rio de Janeiro nel 1763, Francisco das Chagas Santos entrò nell'esercito portoghese nel 1788 a Lisbona, dove completò anche gli studi di matematica. Con la qualifica di ingegnere dell'esercito fece parte della commissione che dal 1781 al 1807 si incaricò di stabilire le frontiere tra i possedimenti spagnoli e quelli portoghesi nell'America Meridionale.
A seguito dell'invasione francese del Portogallo, nel 1807 fece ritorno in Brasile, dove due anni dopo fu nominato comandante delle truppe situate nel territorio delle Misiones Orientales, incarico che mantenne per dodici anni. Allo scoppio del conflitto con la Provincia Orientale di José Gervasio Artigas, seguito all'invasione di quest'ultima, il suo quartier generale di São Borja fu attaccato nel 1816 dalle truppe di Andrés Guazurary; solo l'arrivo a suo supporto del tenente colonnello José de Abreu con 630 uomini e due pezzi d'artiglieria gli permise di vincere la battaglia di San Borja.
All'inizio del 1817 invase il territorio argentino di Misiones, distruggendo i villaggi che avevano dato supporto a Guazurary; una seconda invasione fu però fermata dal caudillo indigeno, che lo vinse nella battaglia di Apóstoles del 2 luglio 1817.
Nel 1818, promosso al grado di maresciallo di campo, invase ancora il territorio ad ovest del fiume Uruguay, sconfiggendo Guazurary nella battaglia di San Carlos. Dopo la fine del conflitto fu nominato responsabile militare del porto e della città di Rio Grande.
Dopo l'indipendenza brasiliana fu nominato presidente della provincia di Rio Grande do Sul dilaniata dalla guerra dei Farrapos, incarico che ricoprì dall'aprile al giugno del 1837. Francisco das Chagas Santos morì a Rio de janeiro nel 1840.